# چابا کووش
چابا کووِش (مجاری: Köves Csaba؛ زادهٔ ۲۷ اکتبر ۱۹۶۶) ورزشکار شمشیربازی اهل مجارستان است.
وی در مسابقات کشوری و بین‌المللی در مجموع برندهٔ ۲ مدال نقره شده‌است.